# Tsukasa Hojo
Tsukasa Hojo (北条 司, Hōjō Tsukasa, Kitakyushu, 5 de março de 1959) é um mangaká japonês. Ele estudou desenho técnico enquanto estava na Kyushu Sangyo University, onde começou a desenhar mangás. Trabalhou em várias histórias one-shot antes de lançar seus primeiros trabalhos serializados: Cat's Eye, City Hunter e Angel Heart.
Hojo afirma que não teve nenhuma inspiração para criar esses trabalhos a não ser atingir o prazo final. Ele diz que escreveu algumas coisas, e que num dia as ideias simplesmente vieram até ele. Na realidade, o processo foi um pouco mais complicado, com editores envolvidos, mas os fãs aproveitaram o senso de humor e de aventura de Hojo.
Depois do sucesso de Cat's Eye e City Hunter, Hojo decidiu trablhar em outras séries como Family Compo. Sua série atual é Angel Heart, um subproduto de City Hunter que acontece num universo alternativo. Foi serializdo na Weekly Comic Bunch desde 2001 e já foram publicados 30 volumes desde então.
Tsukasa Hojo é o mentor de Takehiko Inoue. Inoue trabalhou como assistente de Hojo na produção de City Hunter. Hojo é também um velho conhecido do ilustrador da série Hokuto no Ken, Tetsuo Hara, um dos fundadores da Coamix. Hojo contribuiu com a produção da série de filmes Fist of the North Star: The Legends of the True Savior.
Ele será o convidado de honra da 11ª exposição francesa Japan Expo que acontecerá em julho de 2010.

## Trabalhos
- Cat's Eye (キャッツアイ) (publicado na Weekly Shōnen Jump pela Shueisha entre 1981 e 1985)[2][3] (reimpresso pela Shueisha entre 1995 e 1996)[4][5] (2005-2006 reimpresso, Tokuma Shoten)[6][7]
- City Hunter (シティーハンター) (publicado na Weekly Shōnen Jump pela Shueisha entre 1985 e 1992)[8][9] (reimpresso pela Shueisha entre 1996 e 1997)[10][11] (2003-2005 reimpresso, Tokuma Shoten)[12][13]
- Under the Dapple Shade (こもれ陽の下で…, Komorebi no Shita de) (publicado na Weekly Shōnen Jump pela Shueisha entre 1993 e 1994)[14][15]
- Rash!! (publicado na Weekly Shōnen Jump pela Shueisha entre 1994 e 1995)[16][17]
- Family Compo (ファミリー・コンポ) (1996-2000, serializado na Manga Allman, Shueisha)[18][19]
- Angel Heart (エンジェル・ハート) (publicado na Weekly Comic Bunch pela Shinchosha entre 2001 e 2010)[20][21]